# Марш Автономии

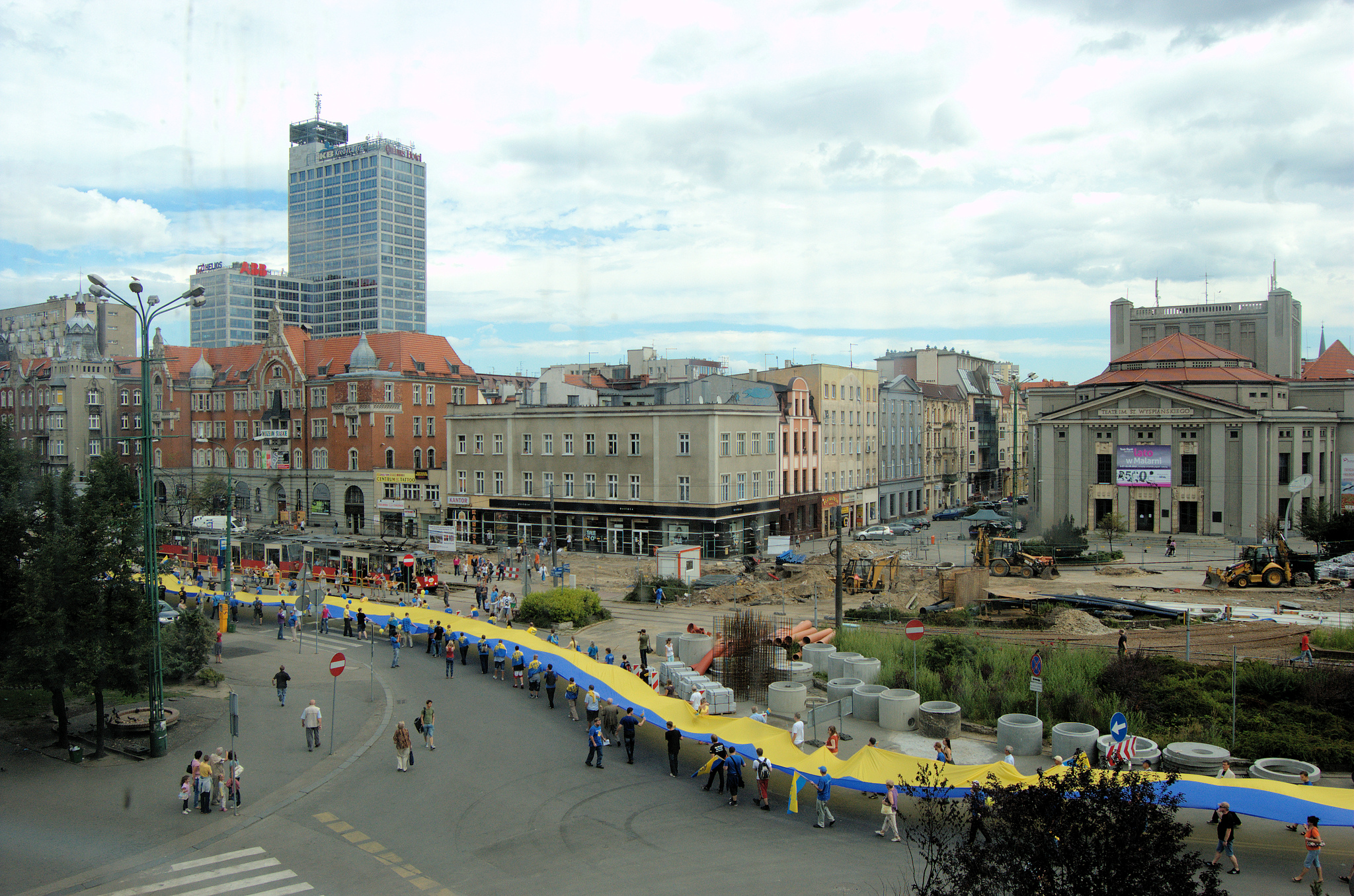
Стометровый Флаг Верхней Силезии на улицах Катовице на 6-м Марше Автономии (2012)

Марш Автоно́мии (пол. Marsz Autonomii, сил. Marsz Autōnōmije, Marsz Autůnůmije) — демонстрация, проходящая ежегодно, начиная с 2007 года, в середине июля в польском городе Катовице. Посвящена принятию Органического статута Автономного Силезского воеводства, которое состоялось 15 июля 1920 года. Марш проводится по улицам города до здания администрации Силезского воеводства (в котором некогда находился Силезский парламент). По утверждению организаторов Марша, их акция направлена на поддержку идеи восстановления самоуправления Верхней Силезии в современной форме по образцу автономных сообществ Испании, особых регионов Италии или субъектов федеративного устройства Германии. Основными атрибутами Марша являются флаги, баннеры и транспаранты в жёлто-синих национальных силезских цветах, а также гербы с золотым орлом на синем фоне. Главный организатор Марша — Движение за автономию Силезии. По словам представителей руководства Движения, Марш Автономии представляет собой самую крупную в Польше регулярно проводимую акцию, направленную на поддержку прав регионального сообщества.
В 2010, 2011 и 2012 годах Марши Автономии проводились также в силезском городе Рыбнике.

## Хронология

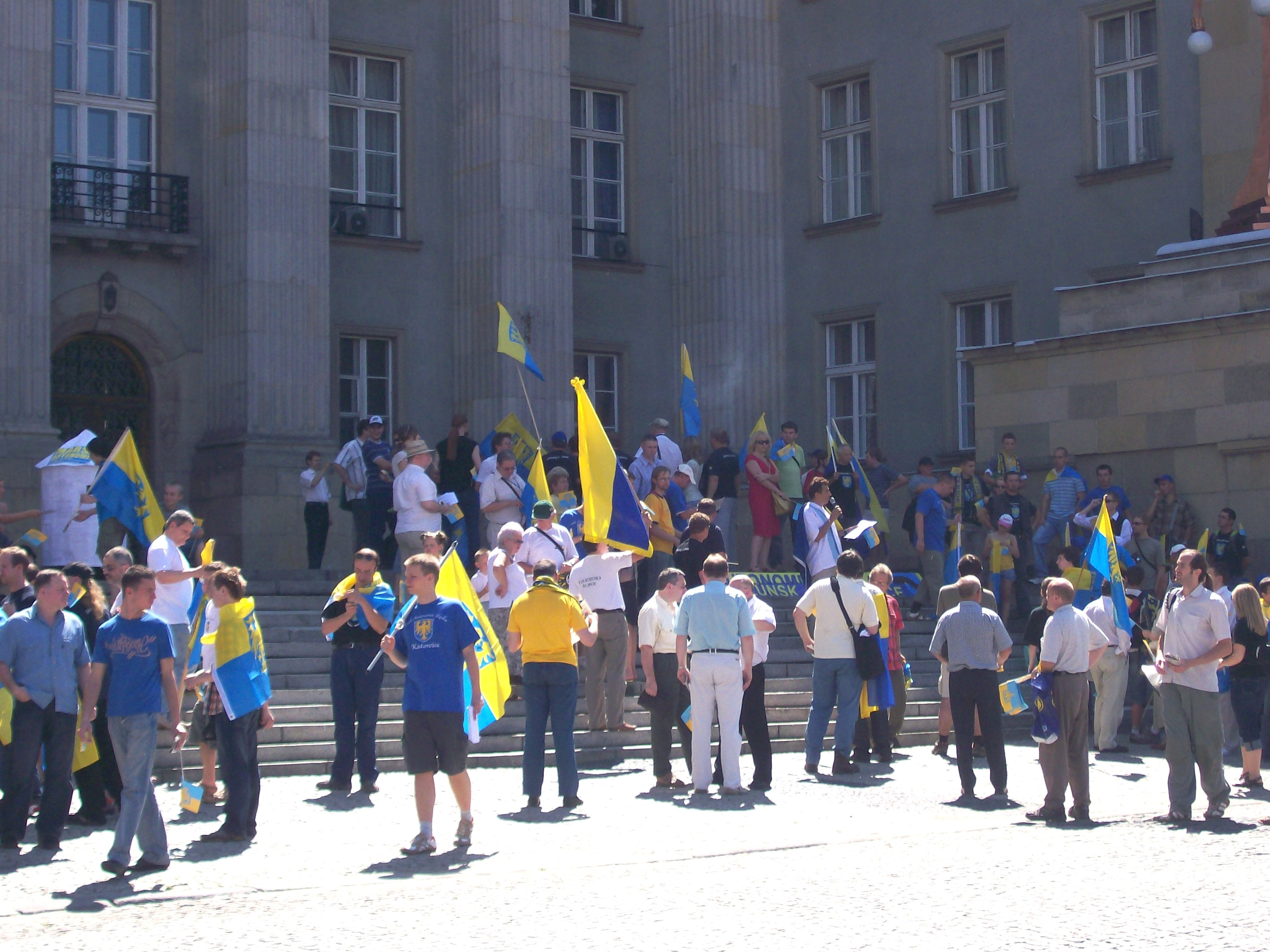
1-й Марш Автономии (2007)

В первом Марше Автономии приняло участие всего несколько сотен человек (не более 300). Движение демонстрантов проходило от Рыночной площади, расположенной в центре Катовице, до площади сейма Силезии. Марш закончился митингом, в ходе которого его участники собрали послания к президенту Польши с просьбой о восстановлении автономии. Активист силезского регионального движения Е. Гожелик во время выступления на митинге заявил, что Марш Автономии планируется провести и в следующем году. По завершении митинга состоялся просмотр фильмов о Верхней Силезии в Центре культуры имени Кристины Бохенек.

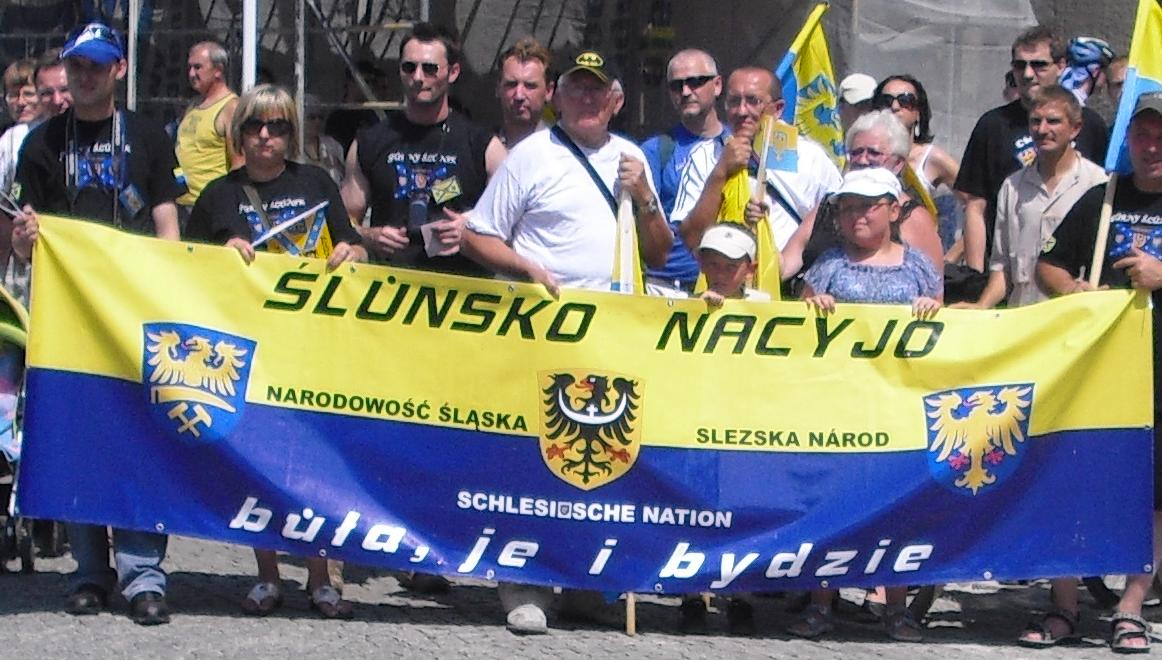
«Ślůnsko nacyjo bůła, je i bydzie» — баннер на 3-м Марше Автономии (2009)

Во втором Марше Автономии, состоявшемся в 2008 году, приняло участие, по оценкам полиции, до 800 человек. Движение демонстрантов открывали мотоциклисты. В шествии принимали участие помимо прочих представители движения исторической реконструкции, одетые в доспехи средневековых силезских рыцарей. Во время шествия играл оркестр. В день Марша продавались разного рода сувениры и атрибутика, связанные с региональными символами Верхней Силезии. В отличие от Марша предыдущего года этот проходил не 15 июля, а 12 июля (в субботу) и начинался не от Рыночной площади, а от площади Свободы. Марш Автономии в следующем году было решено проводить в такой же день, в субботу, и начинать шествие с этого же места — от площади Свободы. Акция завершилась митингом на площади сейма Силезии, на котором выступили Е. Гожелик и известный силезский эстрадный артист М. Макула. В интервью одному из местных изданий Е. Гожелик заявил, что «в сравнении с первым маршем явно заметен рост числа участвующих. Также отчётливо виден прогресс в принятии и поддержке деятельности Движения за автономию Силезии. Меняется климат, наблюдается всё большее число лиц как в обществе, так и в правящих кругах, осознающих необходимость децентрализации. Радует, что ширится число граждан, начинающих понимать в чём заключается идея автономии. Нас будет всё больше и больше и потому возможность восстановления автономии выглядит всё более реальной».

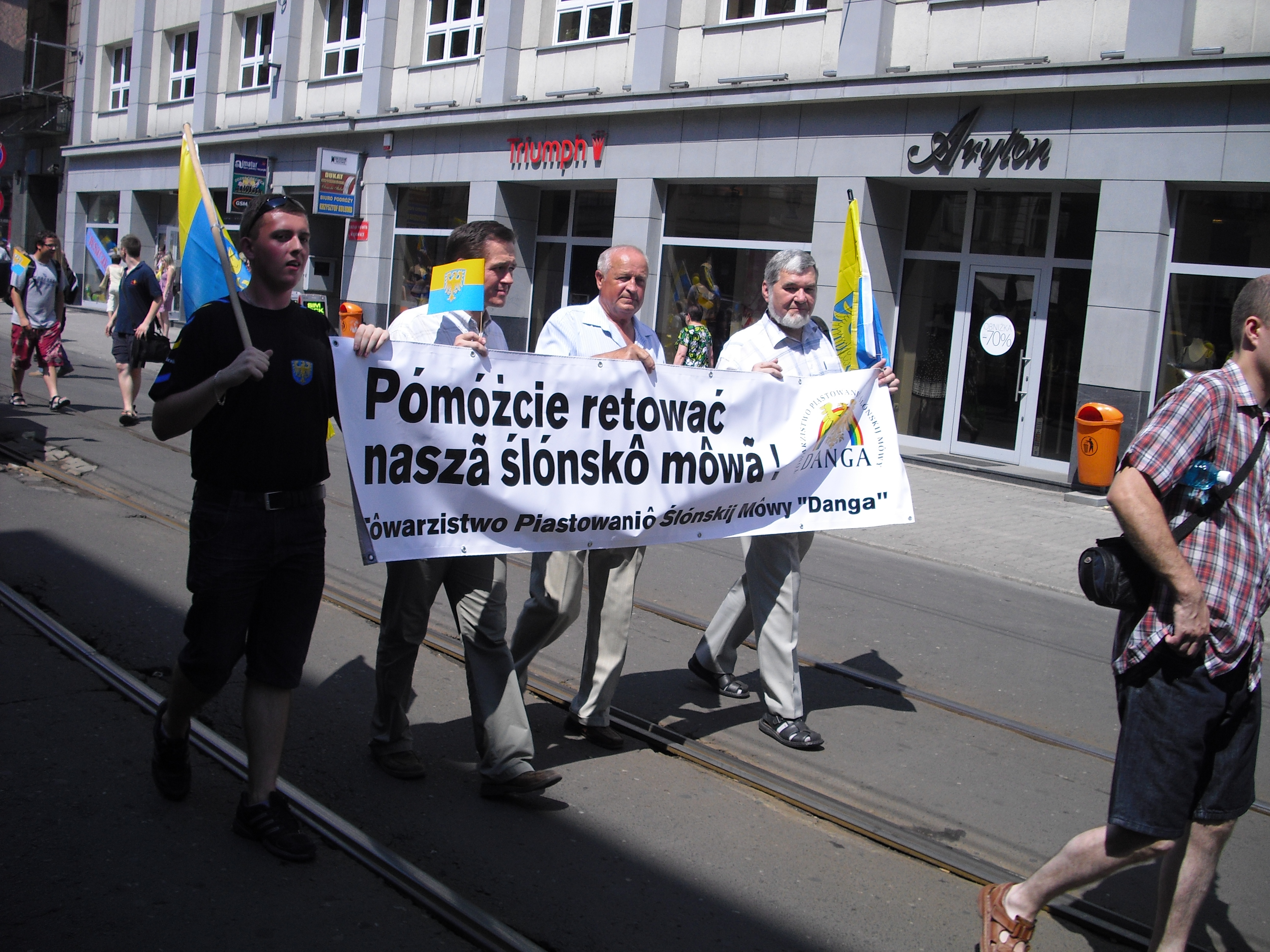
Представители общества Danga с плакатом в поддержку силезского языка на 4-м Марше Автономии (2010)

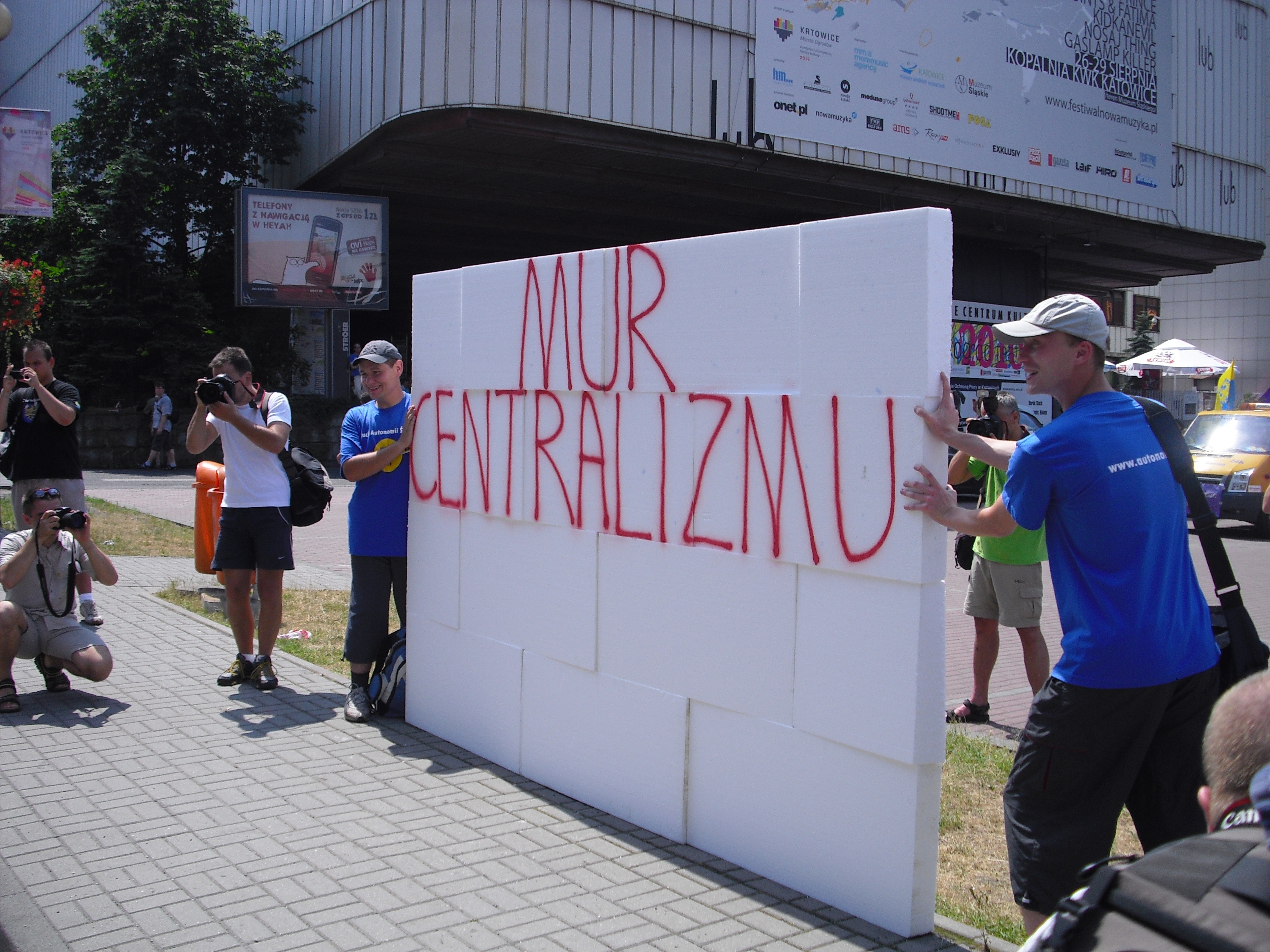
Символическая «Стена централизма» перед её разрушением на 4-м Марше Автономии (2010)

Третий Марш Автономии состоялся 18 июля 2009 года. В нём приняло участие свыше тысячи человек. По традиции на Марше присутствовали представители движения исторической реконструкции, мотоциклисты и музыканты духового оркестра. Девизом шествия стала фраза «Autonomia, to oferta jest wspaniała, bo Śląsk syty, Polska cała». Во время митинга перед зданием администрации Силезского воеводства выступили Е. Гожелик и силезский политик А. Лыско. Была подписана петиция Д. Туску, в которой ему напоминали о его поддержке идеи автономных регионов на одном из выступлений в 1994 году:

Это столица путанно объясняет, что налоги из более развитых регионов поддерживают более отсталые, тогда как в реальности деньги из всех регионов текут в центр — на его содержание и на оплату решений, как правило, неудачных. Деньги и решения должны оставаться у нас как можно в большем количестве. Центр должен решать только те проблемы, с которыми не в состоянии справиться отдельный гражданин, гмина, повят или воеводство. Как показывает жизнь, их не так уж и много.
Оригинальный текст (пол.)To stolica bałamutnie tłumaczy, że podatki z lepiej rozwiniętych regionów wspomagają bardziej zacofane, gdy w rzeczywistości pieniądze ze wszystkich regionów płyną do centrum – na jego utrzymanie i opłacenie nietrafnych z reguły decyzji... Pieniądze i decyzje powinny pozostawać jak najbliżej nas... Centrum rozwiązywać powinno wyłącznie problemy, z którymi w żaden sposób nie jest w stanie uporać się jednostka, gmina, powiat, województwo. Życie uczy, że jest ich bardzo niewiele.

Также на третьем Марше Автономии состоялся конкурс на «самое глупое высказывание о Силезии и силезцах», в которой победила фраза Л. Качиньского:

Фанаты могут ощущать себя больше силезцами, чем поляками, так как это такой контингент, который легко переманить на свою сторону и навязать ему любую идентичность.
Оригинальный текст (пол.)Kibice mogą czuć się bardziej Ślązakami niż Polakami, bo to środowiska, które łatwo zmobilizować i przekazać im tożsamość.

Четвёртый Марш Автономии прошёл 17 июля 2010 года. По данным Польского агентства печати, в нём приняло участие около 1000 человек, по данным организаторов акции — от 1500 до 2000 человек. Помимо жителей Верхней Силезии к шествию присоединились поляки из других регионов страны. Девизом очередного Марша стала фраза «Autonomia 2020». По мнению лидеров силезского национального движения, 2020 год (100-летний юбилей создания Автономного Силезского воеводства) — это дата, до наступления которой возрождение автономии региона могло бы стать реальностью. Шествие сопровождали лозунги «Górny Śląsk», «Autonomia» и «Poradzymy». В Марше приняли участие представители обществ Pro Loquela Silesiana и Danga, ведущих работу по созданию графики и орфографии силезского языка, по выработке его кодифицированных норм, а также пропагандирующих расширение устных и письменных сфер использования силезского. В обращении к участникам Марша перед зданием администрации Силезского воеводства Е. Гожелик упомянул среди прочего об издании Силезского букваря, который должен стать первым шагом на пути изучения родного языка, о шансах получения для силезского статуса регионального языка уже в 2010 году, о запуске проекта «Polska Regionów», а также о подготовке к выборам в местные органы власти. Кроме этого, на митинге выступили представители испанской Галисии, нидерландской Фрисландии и партийного объединения национальных меньшинств «Европейский свободный альянс». Официальная часть четвёртого Марша Автономии завершилась разрушением символической «Стены централизма».

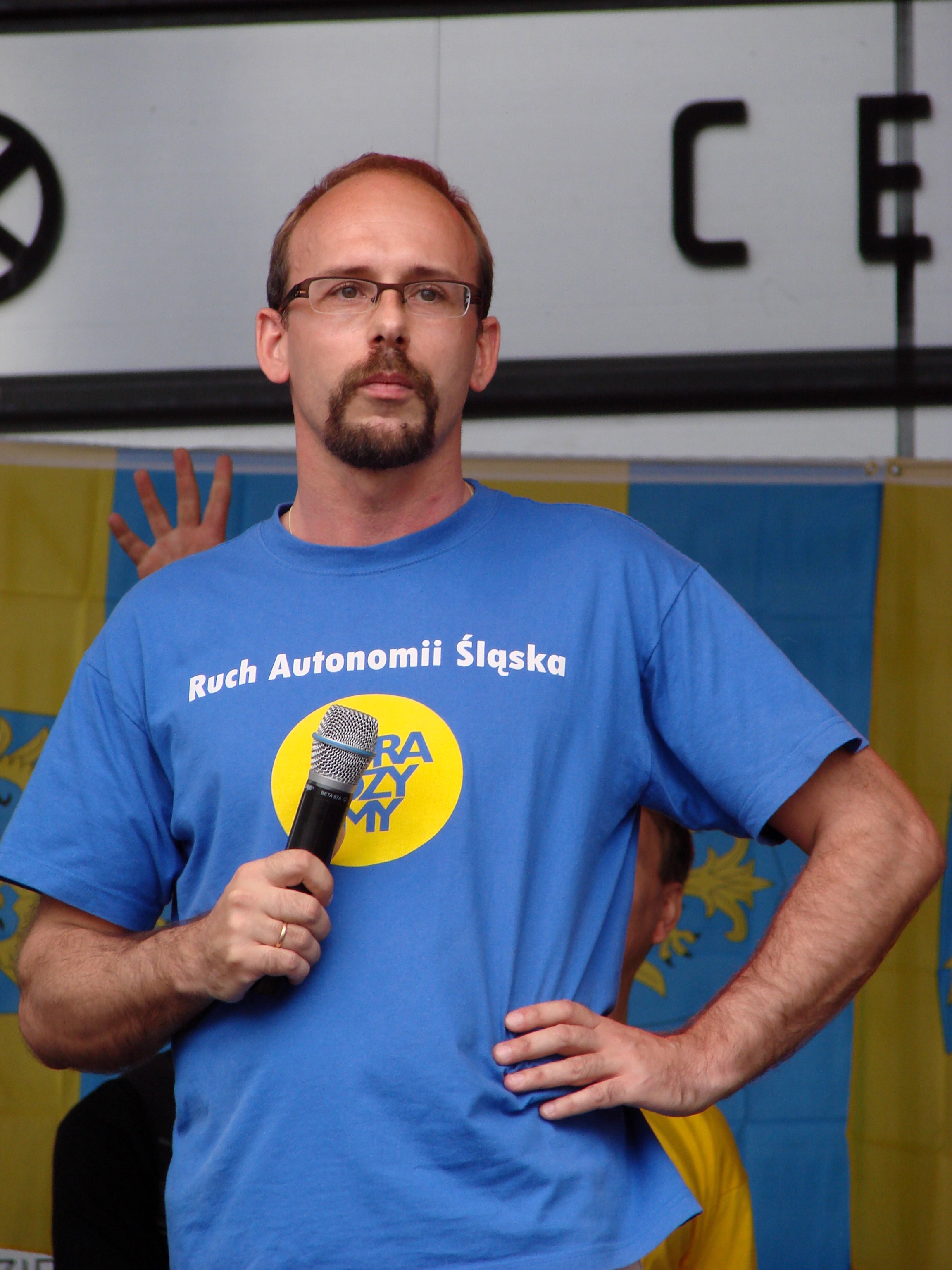
Гожелик, Ежи на 5-м Марше Автономии (2011)

Пятый Марш Автономии состоялся 16 июля 2011 года. Численность его участников составила около 2500 человек. Активисты Движения за автономию Силезии подготовили видеоролик о предстоящем Марше для трансляции по телевидению. В сюжете использовалась музыка группы 032 (песня на силезском языке «Bez haje»). Марш проходил (как и в 2009 году) под девизом «Śląsk syty, Polska cała». Вновь шествие возглавили мотоциклисты, участвовал оркестр из Бжезинки, среди демонстрантов были горожане в традиционных силезских костюмах. К шествию присоединился известный польский режиссёр и политик К. Куц. Одновременно с Маршем на Рыночной площади проходил немногочисленный митинг, организованный Лигой защиты суверенитета. Противники Марша Автономии скандировали лозунг «Силезия польская навсегда» (благодаря действиям полиции сторонники и противники автономии не пересеклись друг с другом). После того как участники Марша дошли до площади сейма Силезии впервые в Катовице торжественно открылся праздник День Верхней Силезии. Новый праздник был учреждён с целью заявить о необходимости сохранения и развития самобытной культуры Верхнесилезского региона. На празднике выступили как уже известные силезские исполнители (А. Кулиш), так и молодые артисты из групп PomaU, Oberschlesien, 032 и других. В перерывах зрителей развлекал известный в Катовице сатирический кабаре-коллектив Drzewo a Gada.
Шестой Марш Автономии прошёл с участием по разным оценкам от 3000 до 5000 человек. В связи с ремонтом, который проводился в центре Катовице, маршрут шествия был изменён. Демонстранты прошли по улицам 3 мая, Ставовой, Адама Мицкевича, Станислава Монюшки, Школьной, Варшавской, Французской и Ягеллонской. По традиции Марш завершился на площади сейма Силезии. Одним из новых атрибутов Марша стал стометровый жёлто-синий силезский флаг, полотнище которого демонстранты растянули по всей длине и несли в процессе шествия в руках. В Марше участвовали представители национальных и региональных движений из Кашубии, Моравии, Каталонии, Германии и Страны Басков, а также представитель «Европейского свободного альянса» Ж. Соле. По окончании Марша его участники во второй раз отметили День Верхней Силезии. Мероприятие прошло в форме «семейного праздника», на котором были представлены развлекательные программы для всех возрастов. В числе прочего состоялись театрализованные рыцарские турниры и концерт с участием блюзового музыканта Я. Скшека, группы Around The Blues и группы Oberschlesien. Кроме того, выступила лемковская группа Tierioczki. Также в этот день была проведена ярмарка силезских продуктов. Вечером в рамках 14-го фестиваля «Летний театральный сад» в Силезском театре был показан спектакль «Miłość w Königshütte» режиссёра И. Виллквкиста и состоялся концерт Й. Литерской с группой Rudokapela.
Седьмой Марш Автономии и третье празднование Дня Верхней Силезии состоялись 13 июля 2013 года. Несмотря на дождливую погоду в центре Катовице собралось около 4000 человек. На праздничном мероприятии выступили группы Whiskey River, Holly Blue, Cheers, гитарист Baron и собравшийся в полном составе рок-коллектив SBB.

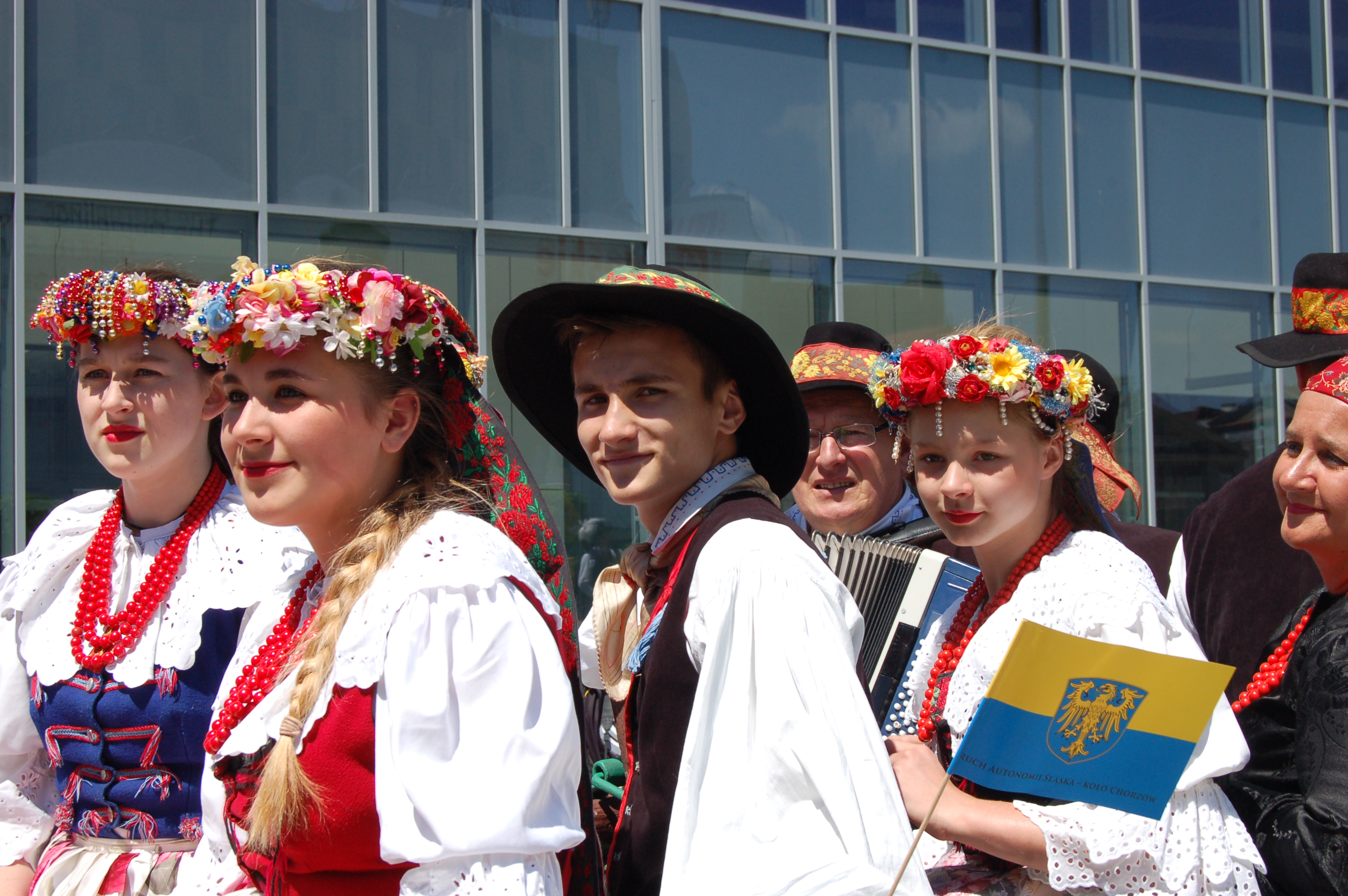
Силезцы в народных костюмах на 9-м Марше Автономии (2015)

В восьмом Марше Автономии, состоявшемся в 2014 году, приняло участие до 5000 человек. В ходе акции организаторы подвели итог сбора подписей под гражданской инициативой об изменении закона «О национальных и этнических меньшинствах и региональном языке» с целью признания силезцев этническим меньшинством. В итоге было собрано 124 тысячи подписей. Е. Гожелик в своём выступлении по завершении Марша поблагодарил подписавшихся под этой инициативой и подчеркнул, что силезцы будут добиваться автономии своего региона путём диалога, используя только законные методы.
В дальнейшем до начала пандемии Марши Автономии проходили как массовые мероприятия в июле каждого года по ставшей уже традиционной программе: девятый Марш Автономии (в 2015 году); десятый Марш Автономии (в 2016 году); одиннадцатый Марш Автономии (в 2017 году) — накануне Марша крупнейшие силезские региональные организации Движение за автономию Силезии и Верхнесилезский Союз объединились в Силезскую региональную партию; двенадцатый Марш Автономии (в 2018 году) — под девизом «Odłączamy ładowanie Warszawy», с исполненным впервые Гимном Силезии; тринадцатый Марш Автономии (в 2019 году).
На четырнадцатом Марше Автономии в 2020 году и на пятнадцатом Марше Автономии в 2021 году из-за пандемии число демонстрантов было ограничено 150 участниками. На шестнадцатом Марше Автономии, прошедшем 16 июля 2022 года, ограничения по числу участвующих были сняты.

## Фото

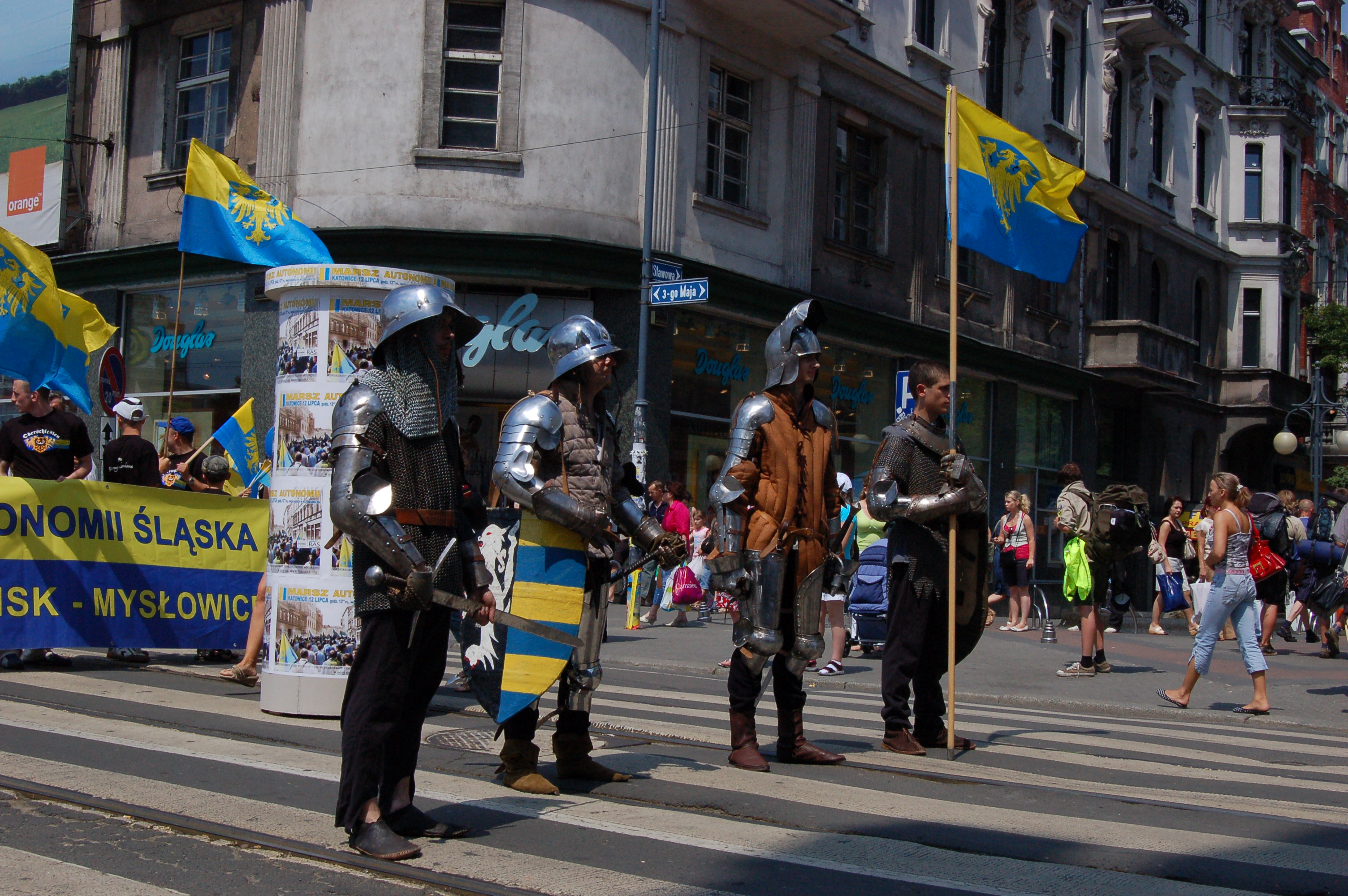
2-й Марш Автономии (2008)
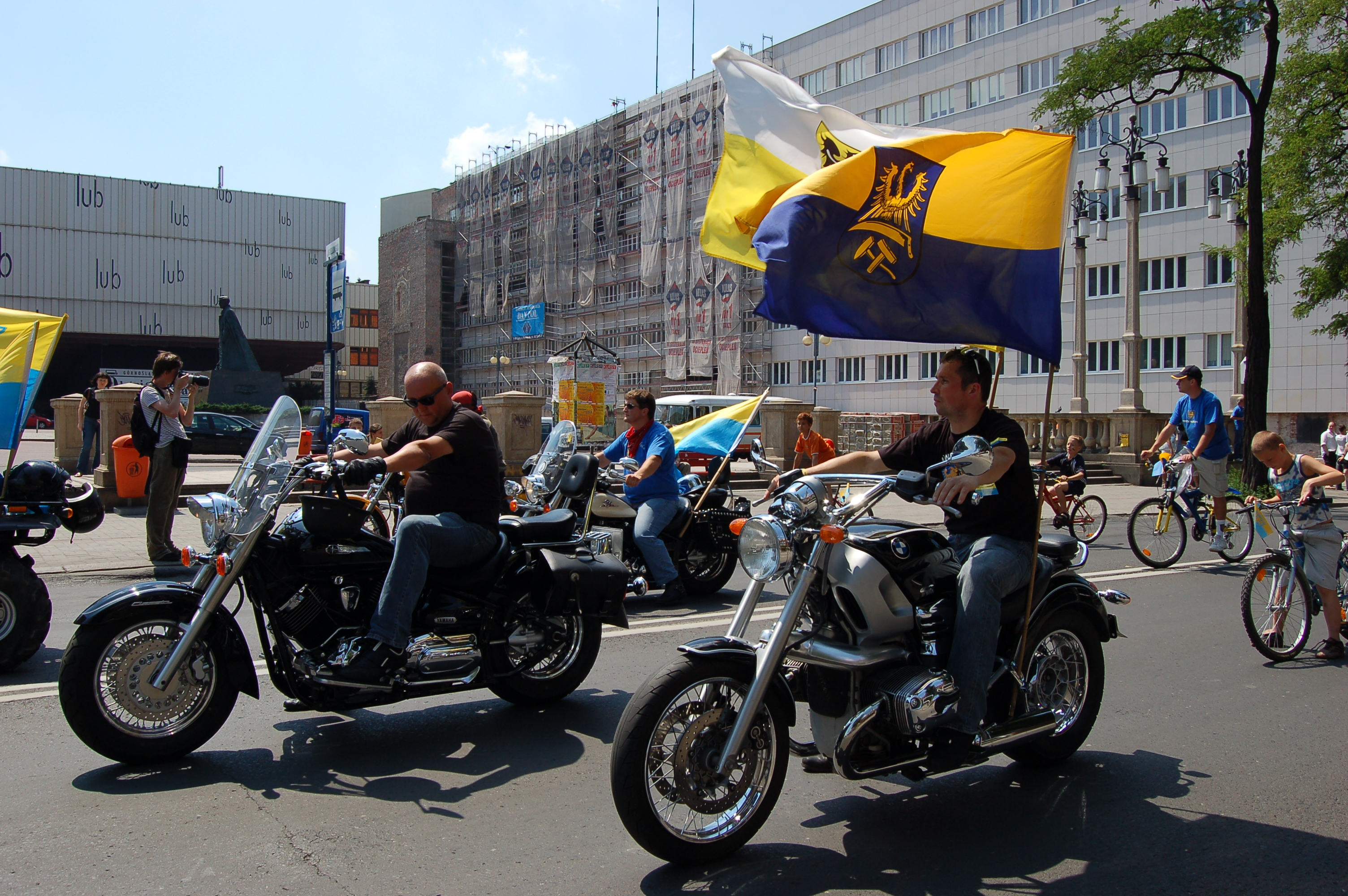
2-й Марш Автономии (2008)
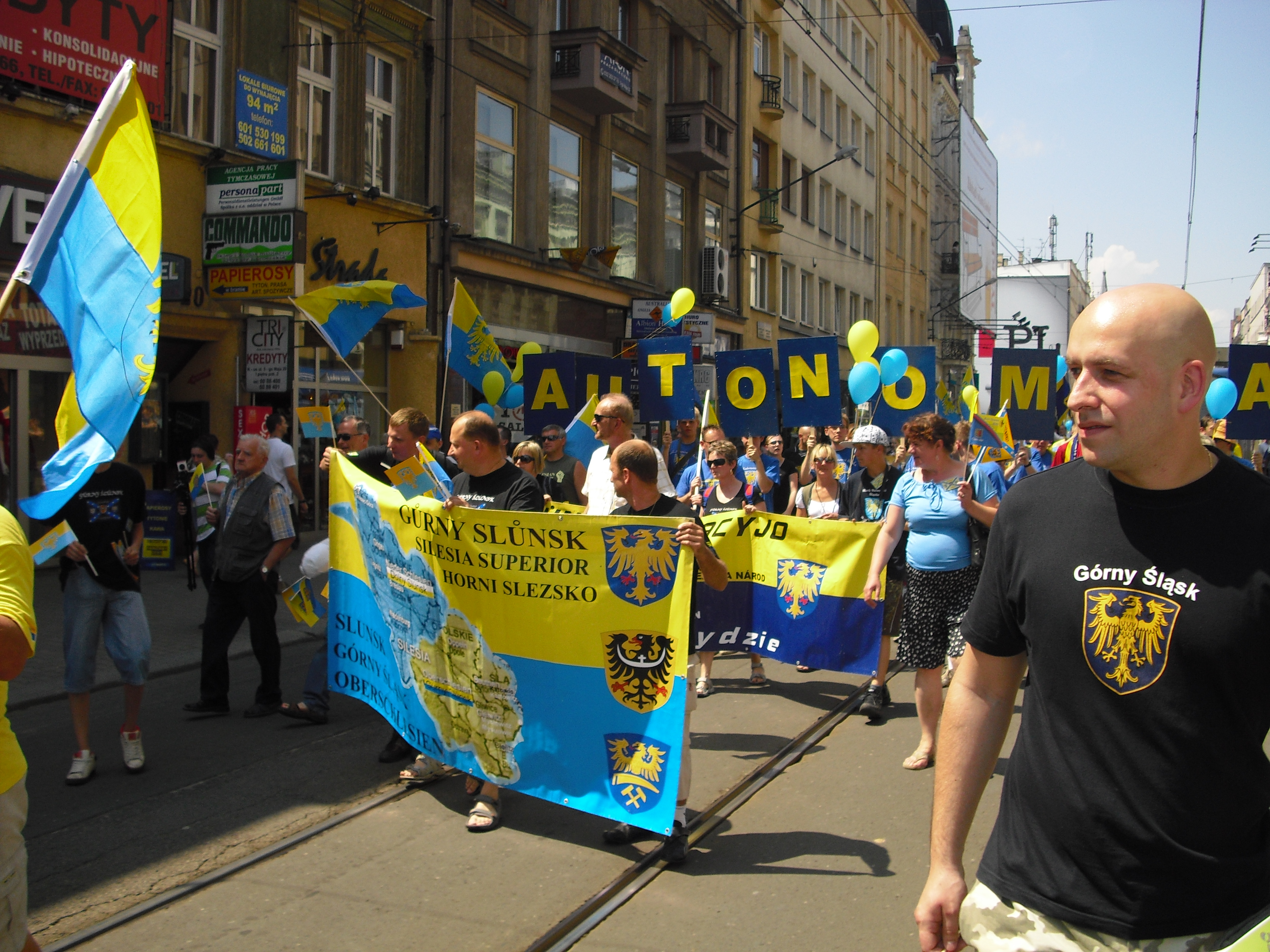
3-й Марш Автономии (2009)
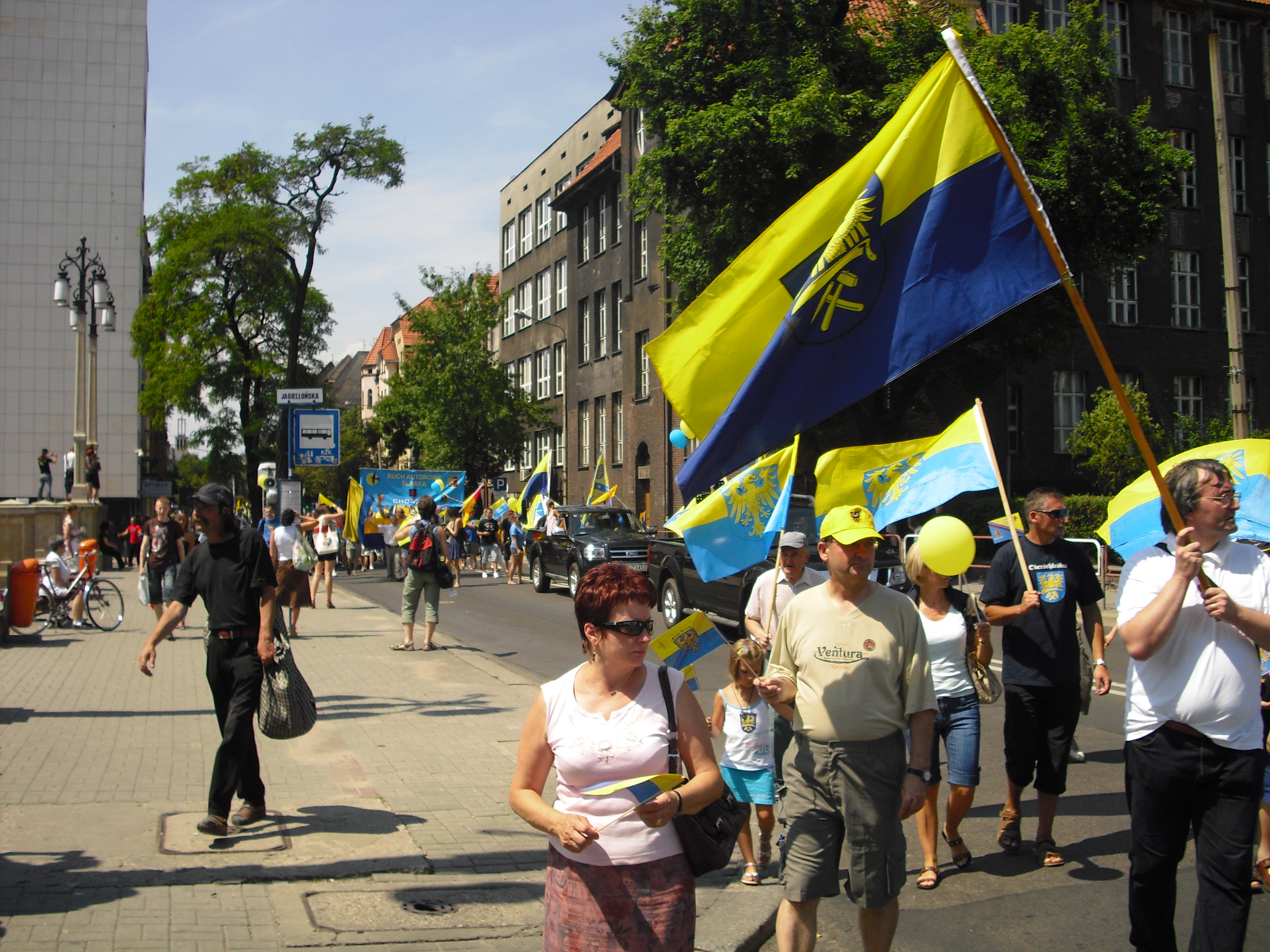
3-й Марш Автономии (2009)
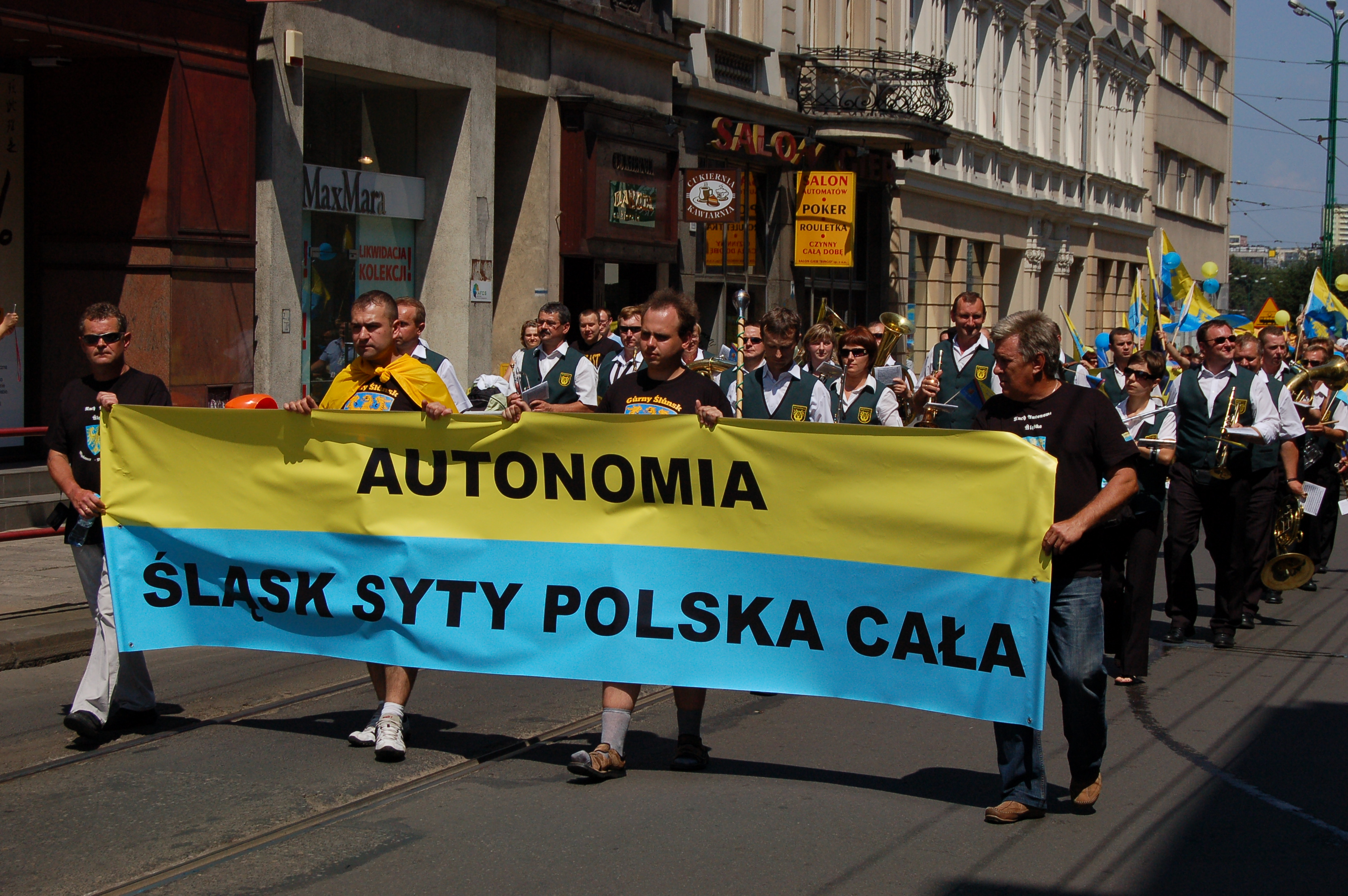
3-й Марш Автономии (2009)
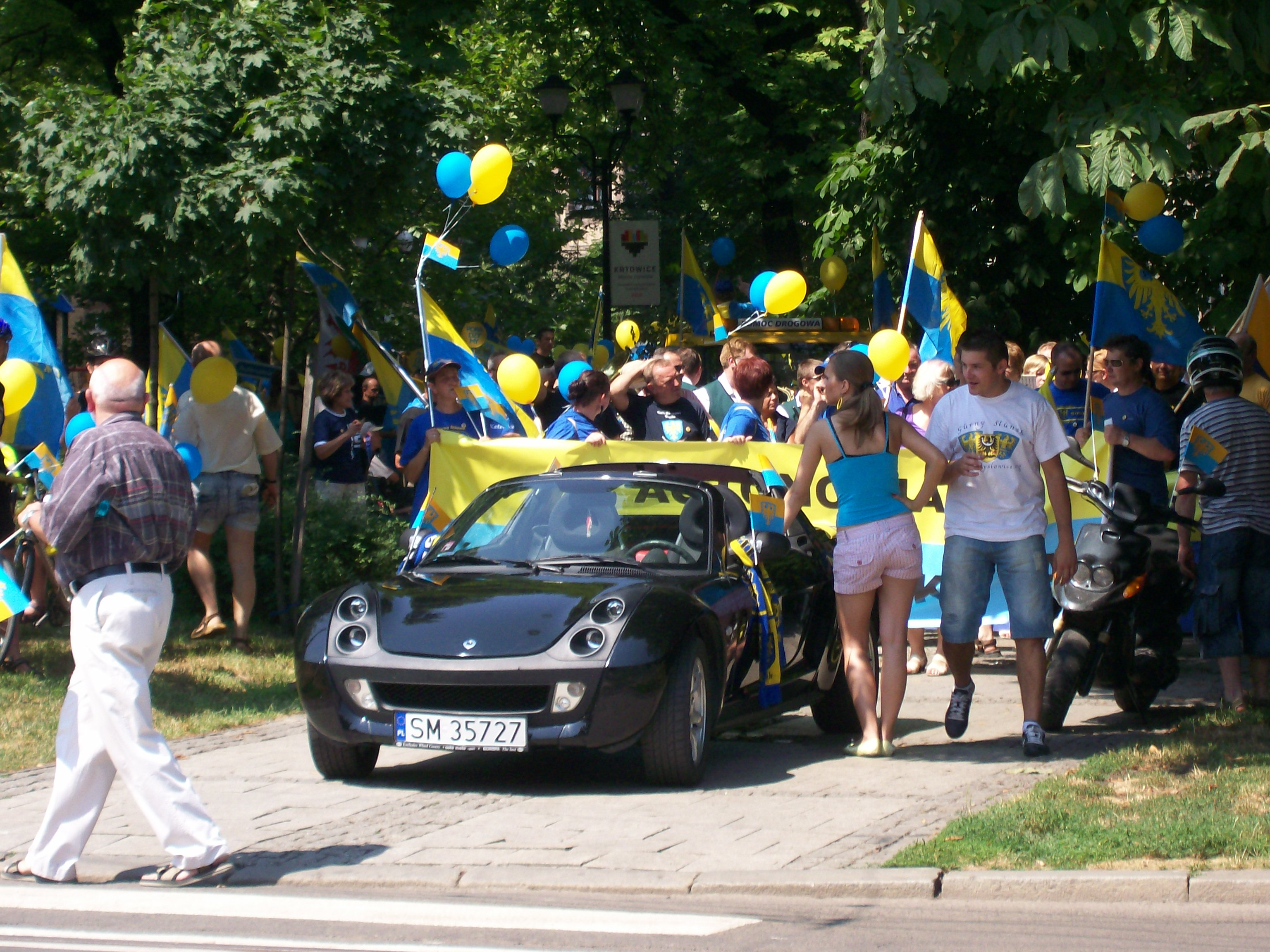
4-й Марш Автономии (2010)
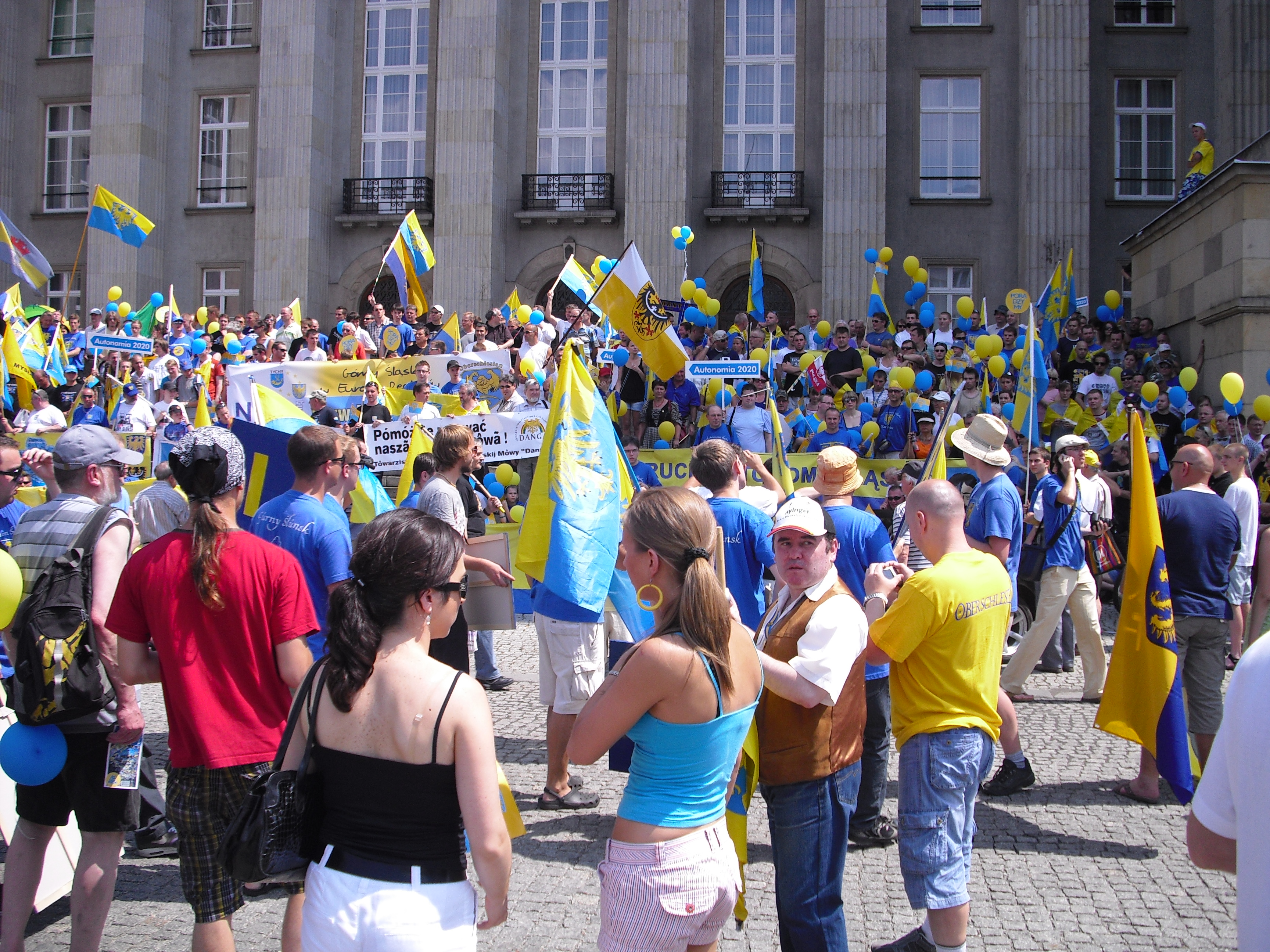
4-й Марш Автономии (2010)
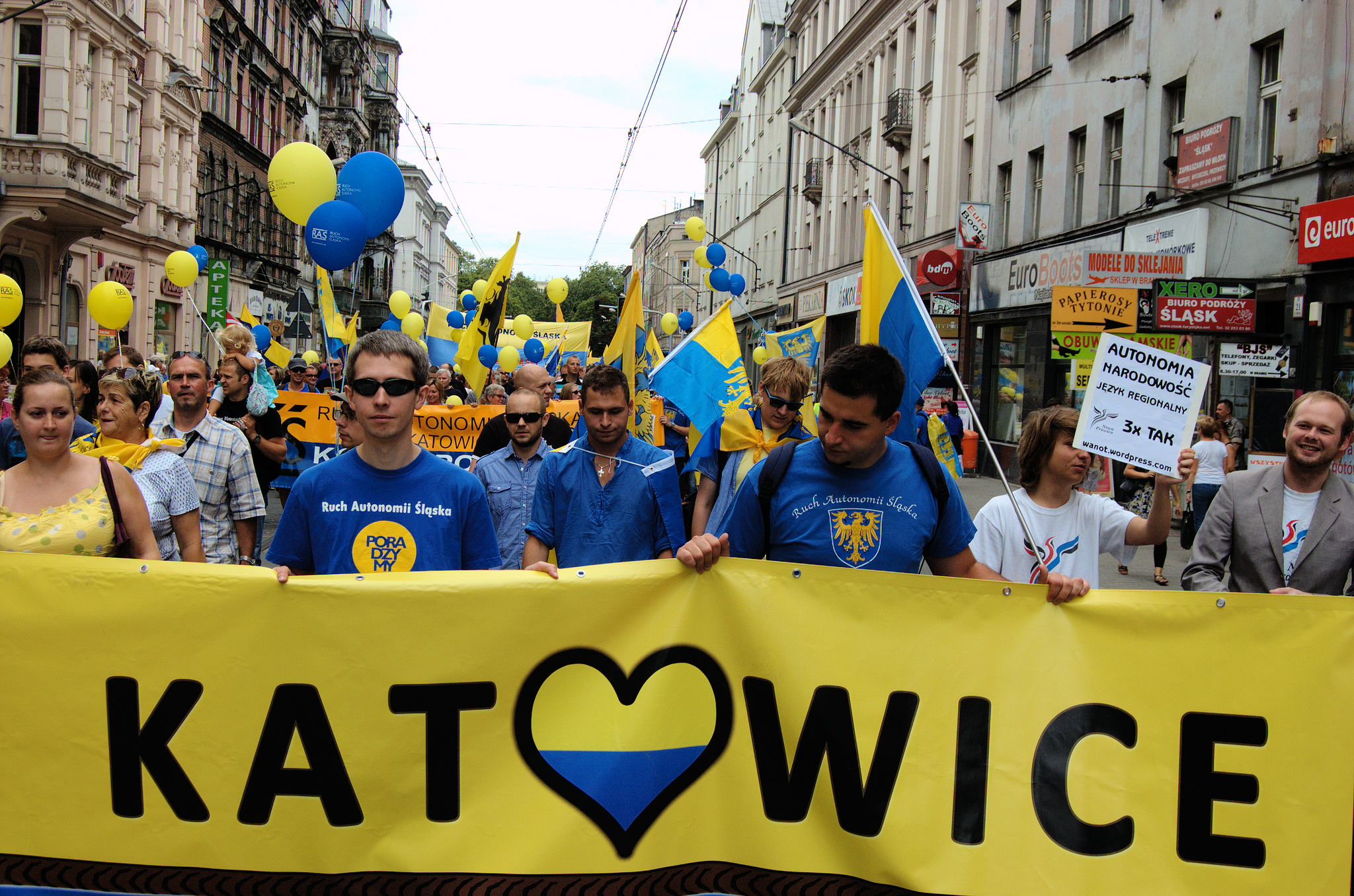
6-й Марш Автономии (2012)
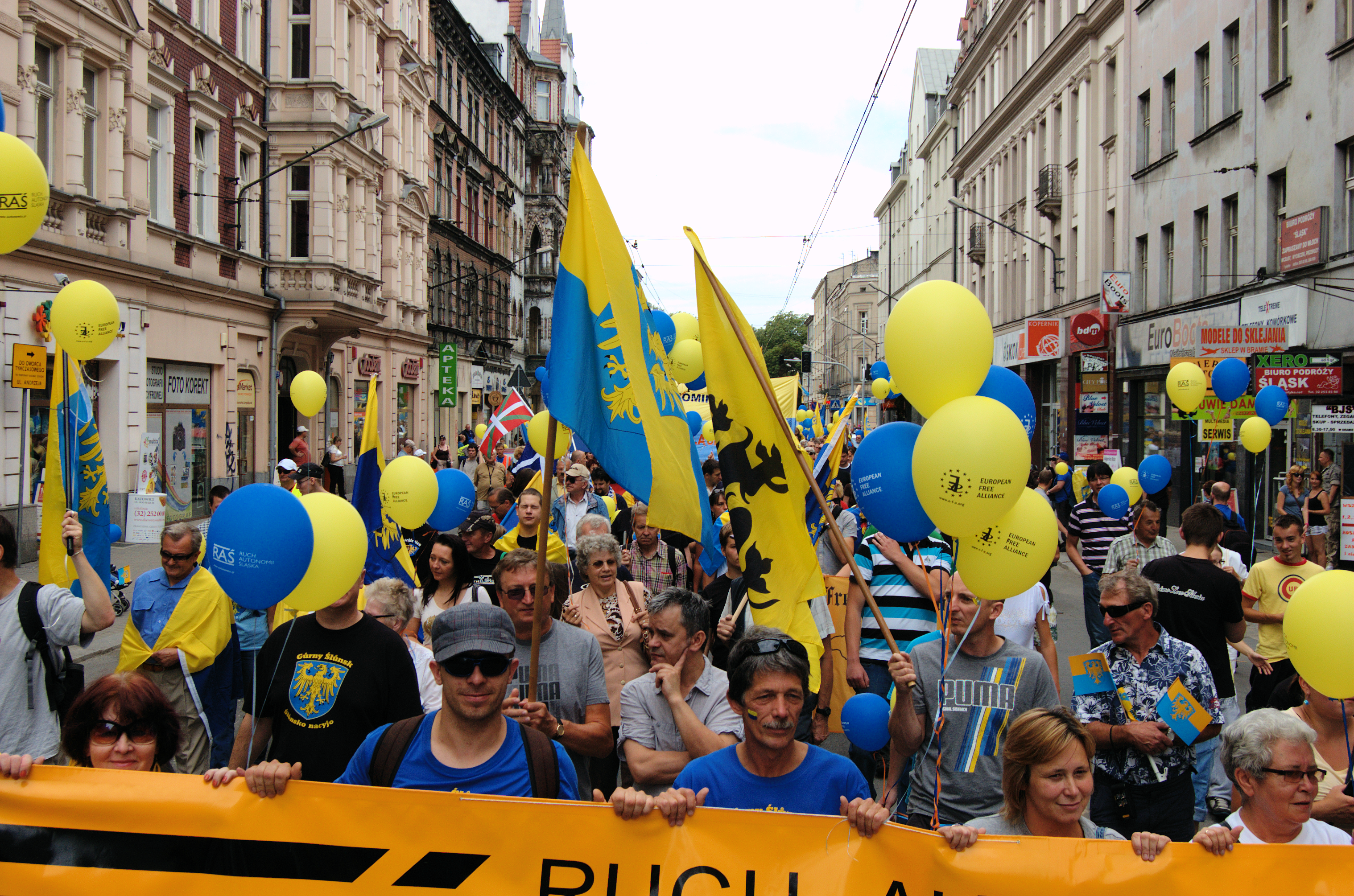
6-й Марш Автономии (2012)
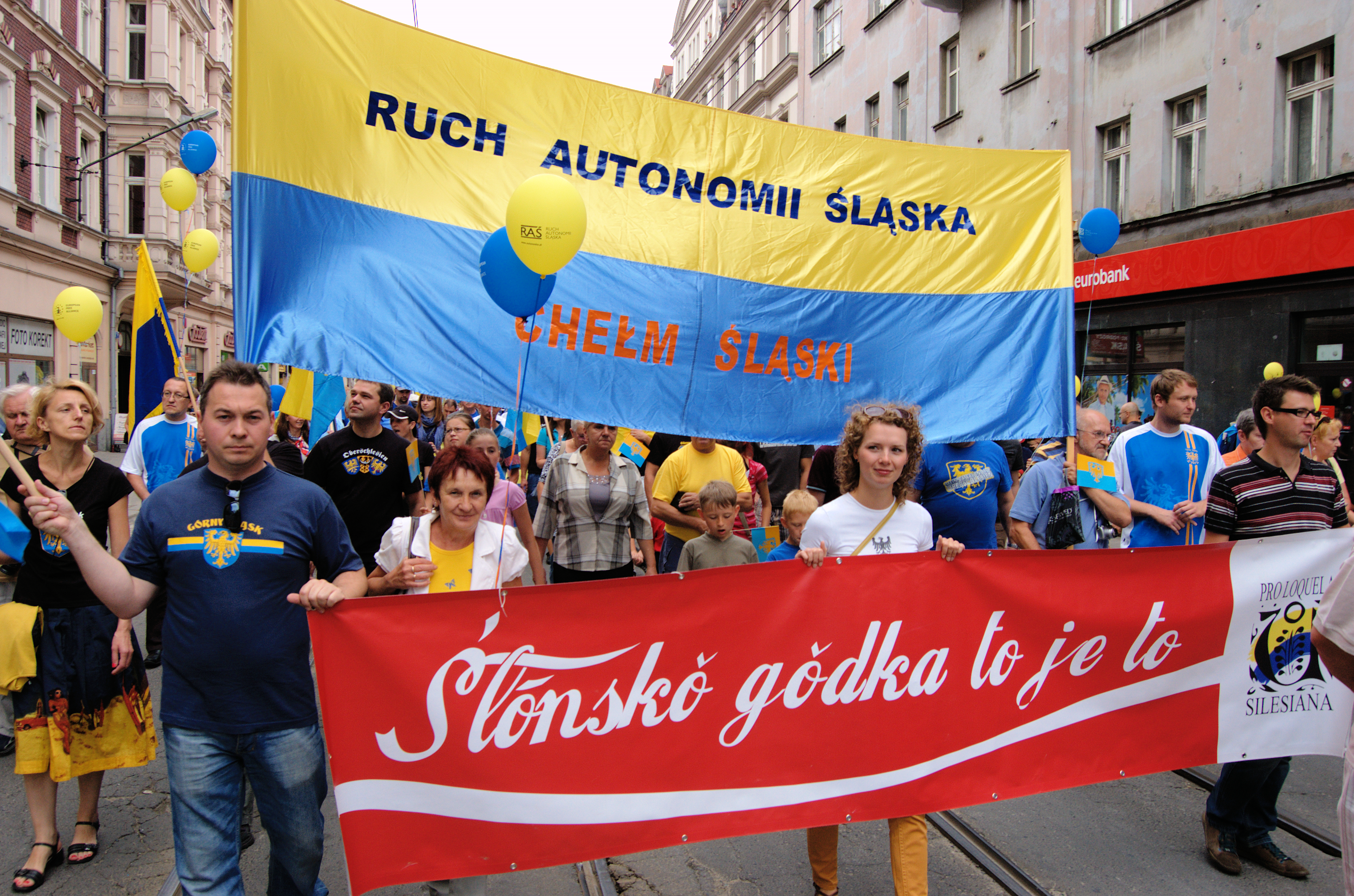
6-й Марш Автономии (2012)
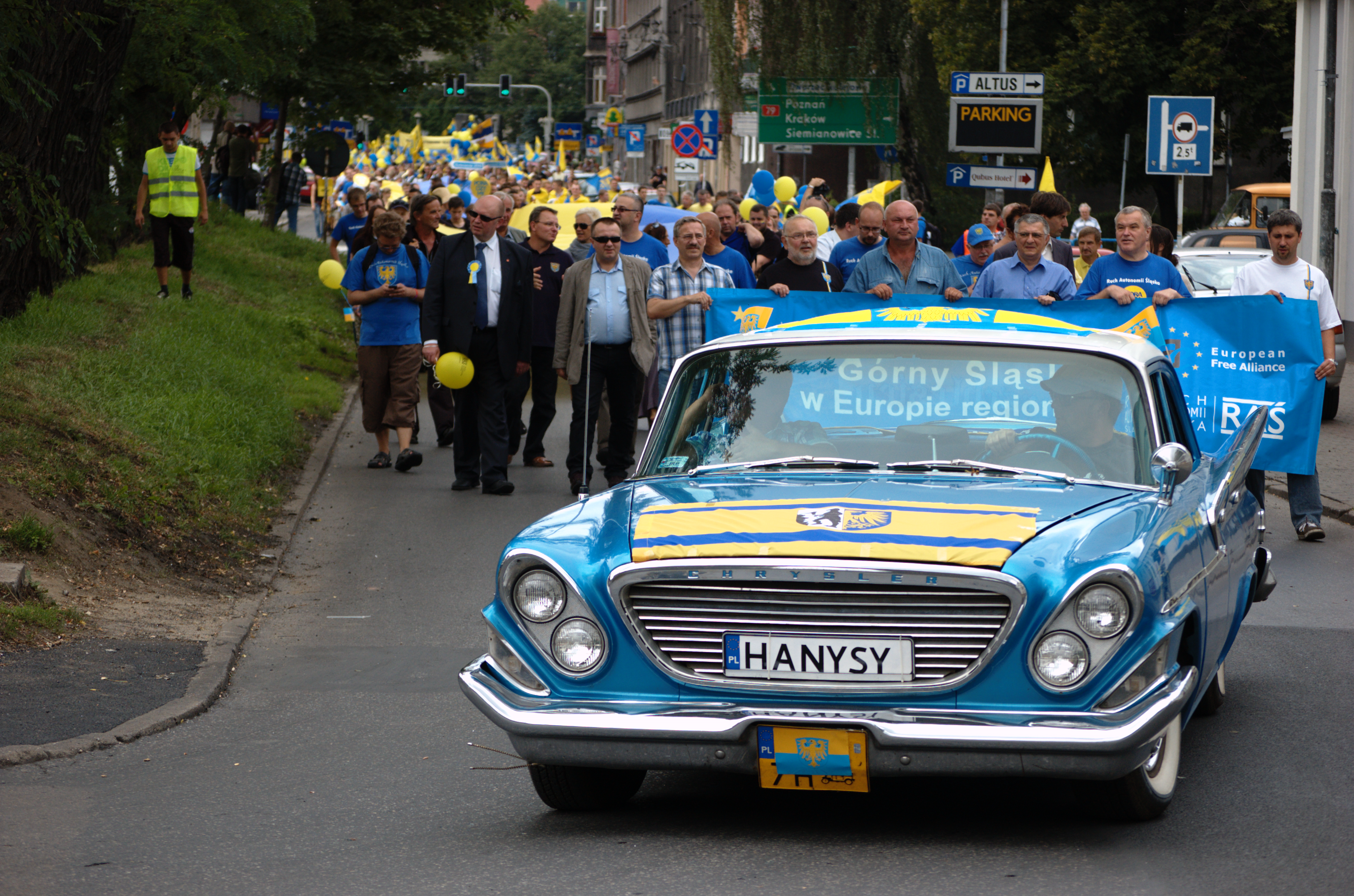
6-й Марш Автономии (2012)
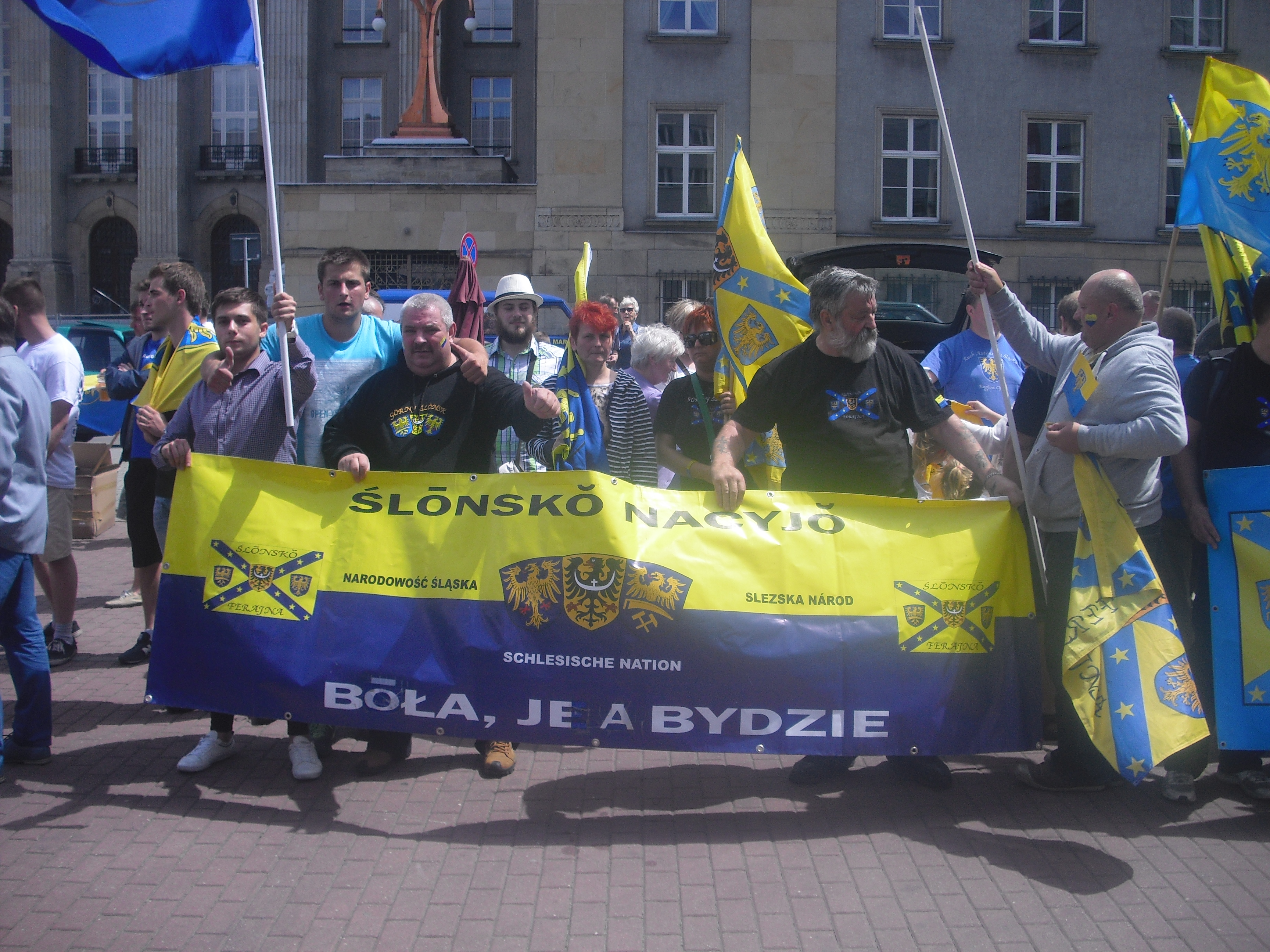
8-й Марш Автономии (2014)
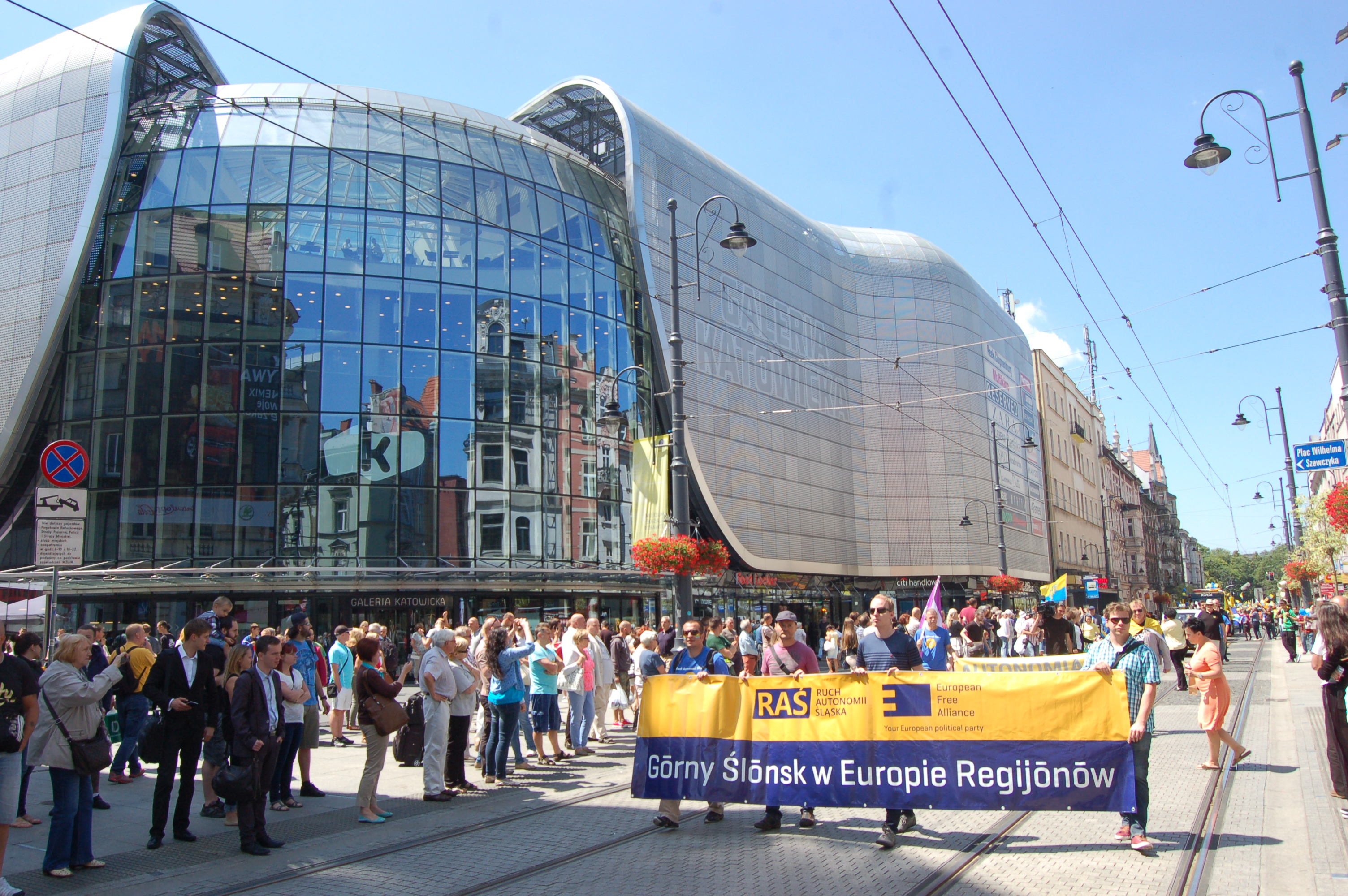
9-й Марш Автономии (2015)
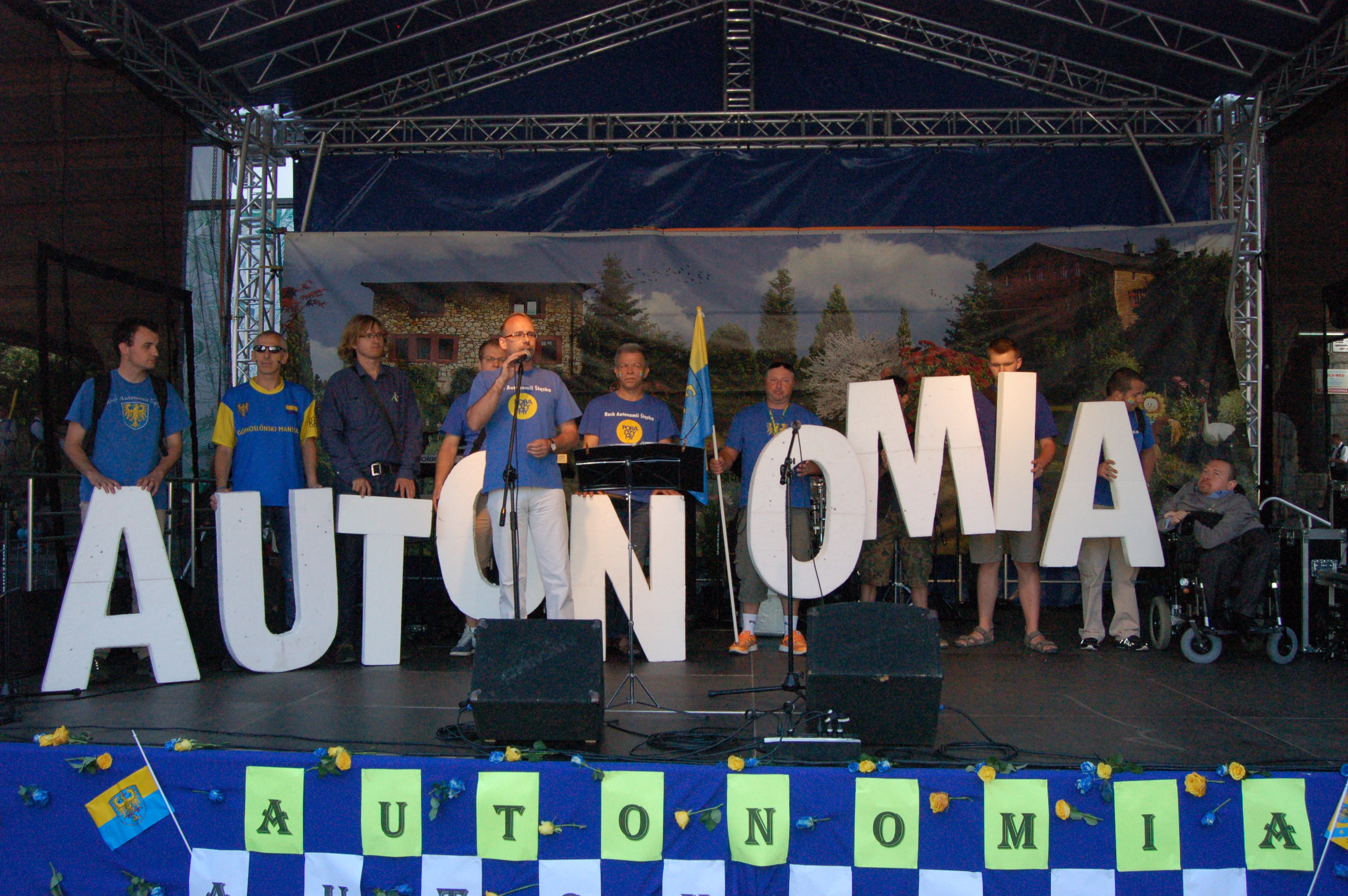
9-й Марш Автономии (2015)
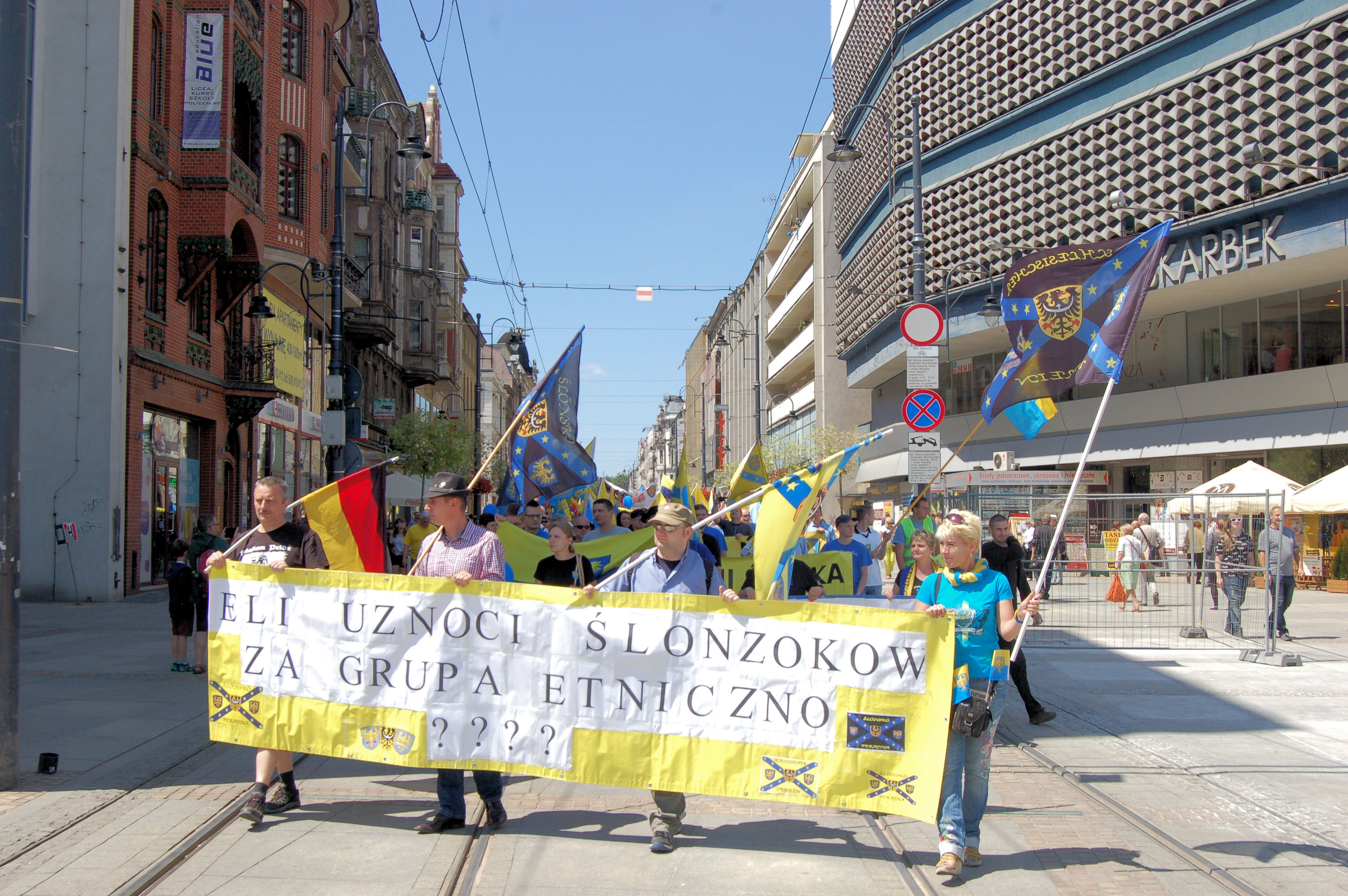
9-й Марш Автономии (2015)
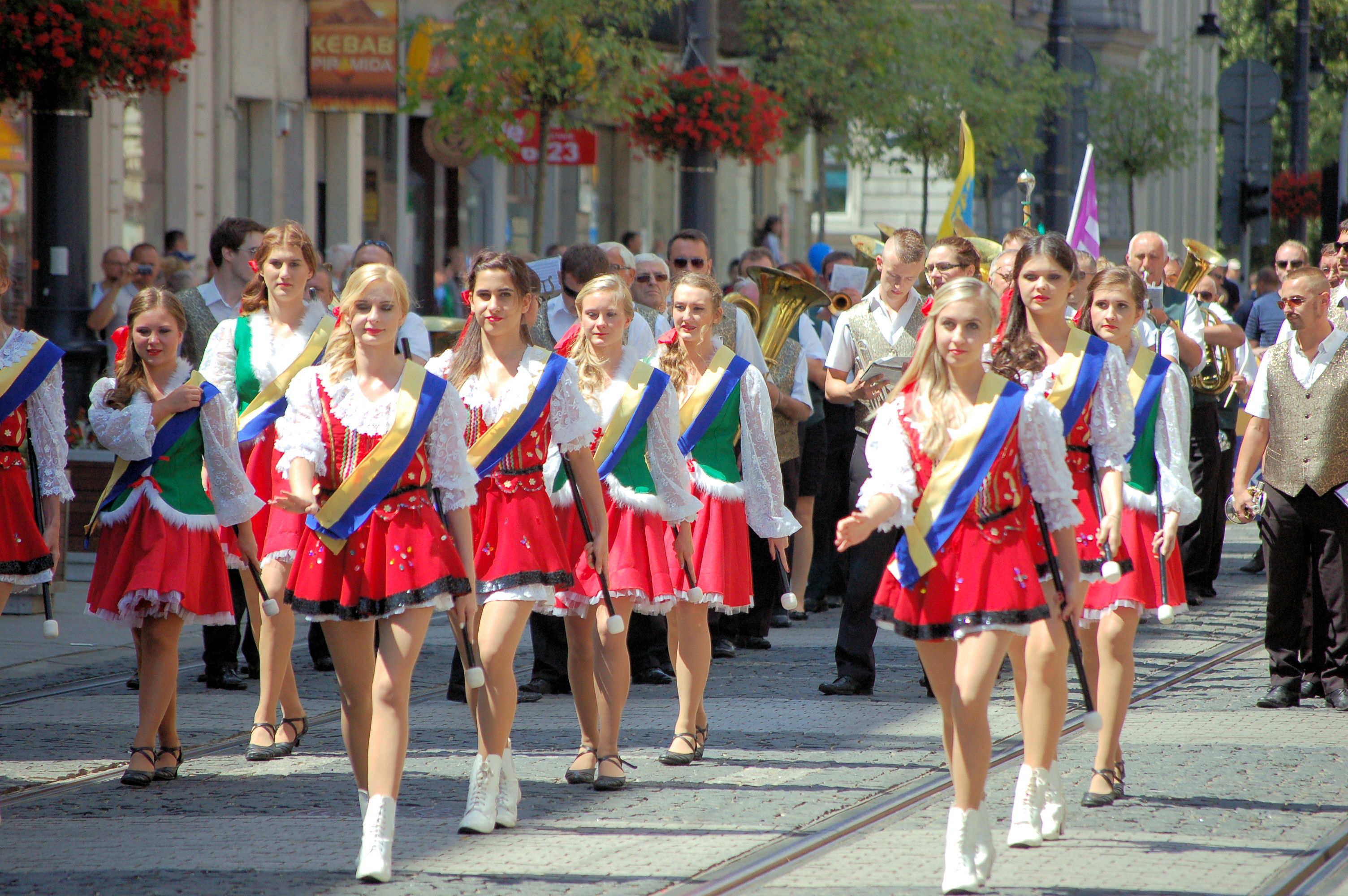
9-й Марш Автономии (2015)
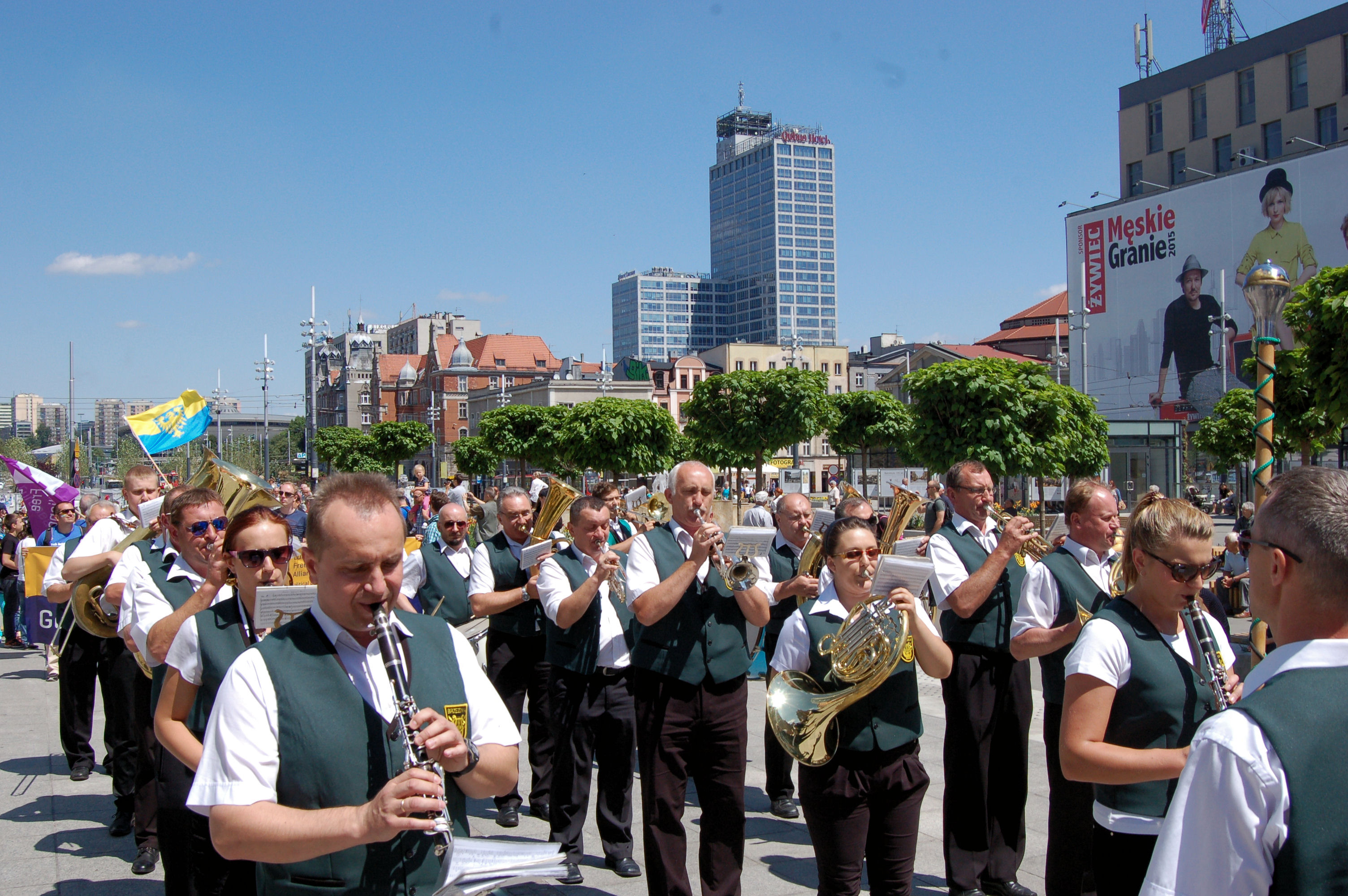
9-й Марш Автономии (2015)
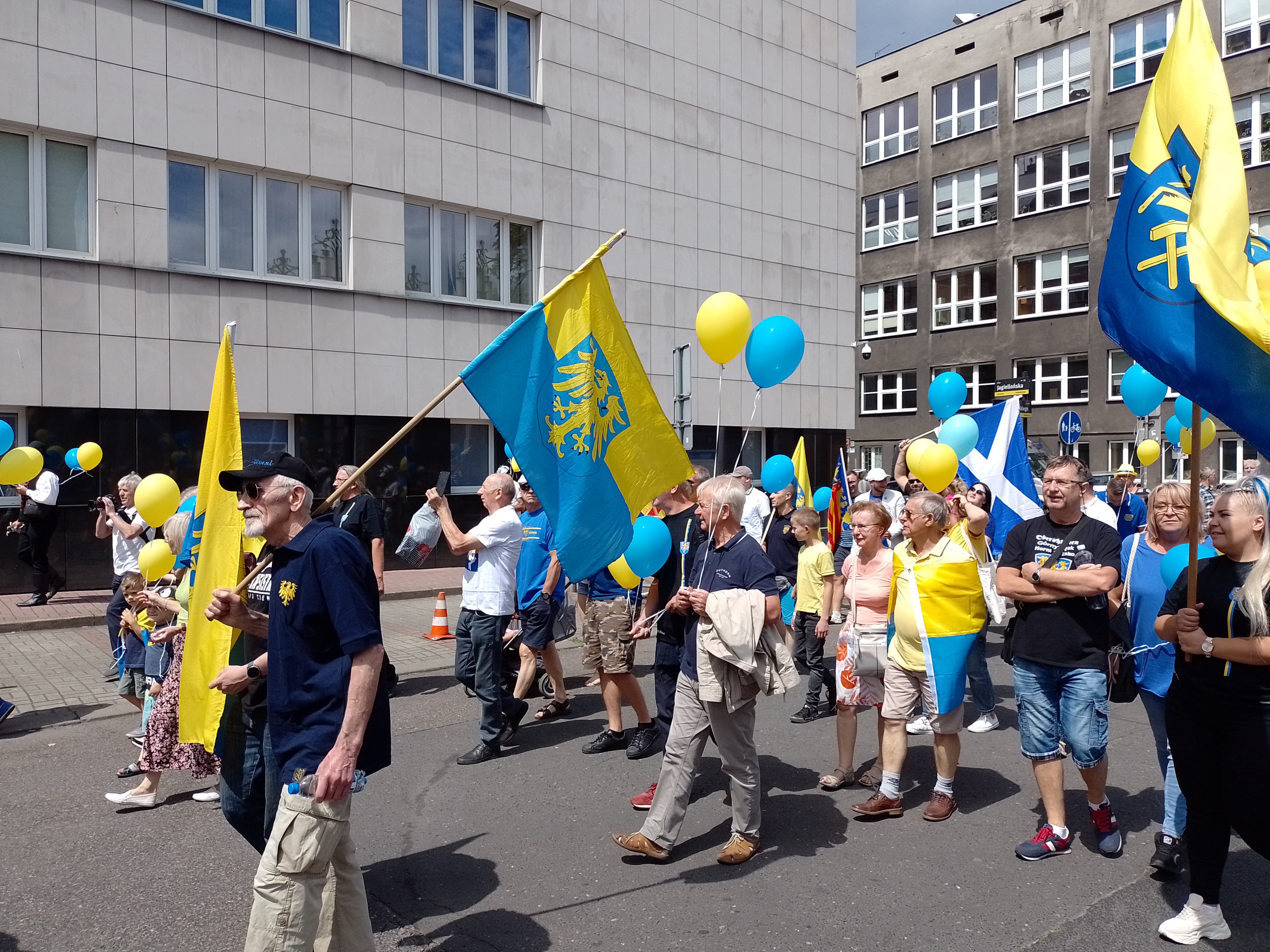
16-й Марш Автономии (2022)